# Setge de Sevilla (1247-1248)
El setge de Sevilla de 1247 i 1248 fou un dels episodis de "la Reconquesta".

## Antecedents
Després de la batalla de Las Navas de Tolosa el 1212 i de la mort d'Al-Mustanṣir Yūsuf el 1224, l'assemblea de cabdills almohades va proclamar califa Abū Muḥammad ʿAbd al-Wāhid, germà de Yaʿqub al-Manṣūr, però aquest nomenament no va ser acceptat a al-Àndalus perquè no podien fer front a les forces cristianes i alguns governants locals van preferir independitzar-se i sobreviure a la seva sort abans de continuar depenent d'un fals poder central que s'esvaïa sense remei. Abu-l-Ulà Idrís al-Mamun va arribar a repudiar la doctrina almohade.
Mentre el seu cosí Jaume el Conqueridor duia a terme la conquesta de València, Ferran III de Castella, emprenia la conquesta d'Andalusia Occidental, descendint des dels Camps de Calatrava i prenent Càceres, Badajoz i Còrdova.
En 1242, l'emir de Granada Al-Ahmar, el d'Arjona, el de Màlaga i el d'al-Mariyya van reconèixer la sobirania hàfsida. El 1243 el governador almohade de Ceuta Abu Alí ben Khalas es va revoltar i va fer la khutba en nom d'Abu-Zakariyyà Yahya I l'emir hàfsida, als que van seguir Isbiliya, Tarifa i Jerez segueixen els passos de Sebta i retiren la seva submissió al califa almohade i reconeixen a Abu-Zakariyyà Yahya I.
En 1246, després de la conquesta de Jayyan, Isbiliya i Gharnata eren les úniques ciutats importants de la península Ibèrica que no havien acceptat la sobirania cristiana, i Ferran III de Castella va mobilitzar un poderós exèrcit que comptava amb els ordes de Sant Jaume, el Temple, Alcántara i Calatrava, del seu vassall Muhàmmad I al-Ghàlib i la Corona d'Aragó, i amb les gestions de l'arquebisbe de Toledo Rodrigo Jiménez de Rada obtingué una butlla de Croada d'Innocenci IV per la que s'hi incorporaren francs, alemanys i italians.

## El setge
La primera fase del setge fou en l'estiu de 1247, quan la ciutat va quedar aïllada al nord, l'est i el sud, podent ser només aprovisionada per l'oest i pel riu. La ciutat estava governada de forma republicana per un consell de notables, i va nomenar com a cap civil. militar i religiós a l'almohade Abul Hasan Al Xataf Ben Abu Alí.
L'infant Alfons va atacar sense èxit l'algarve i el gran Mestre de l'Orde de Sant Jaume Paio Peres Correia va fer front als reforços de l'Emirat de Niebla. Això va aplanar el camí per al setge, que va començar quan Ramón de Bonifaz va navegar amb tretze galeres i d'alguns vaixells més petits fins al Guadalquivir on va dispersar uns quaranta vaixells més petits que volien contraatacar. El 3 de maig, la flota castellana va trencar el pont de barques que unia Isbiliya i el castell de Triana. Els assetjants disposaven de maquinària de setge combinada amb les forces navals, però un fracassat atac frontal va demostrar la incapacitat de la maquinària de setge castellana, que fou contrarestada pels canons dels andalusins.
La ciutat va capitular per fam el 23 de novembre de 1248, quan ja no hi havia signes de socors dels marínides, els hàfsides o els almohades.

## Conseqüències
La població musulmana salvà la vida i hagué d'emigrar a les zones d'al-Àndalus amb domini musulmà o a Àfrica. L'operació va veure l'aparició de les forces navals d'importància militar de la Corona de Castella, i la presa de Qurtuba Jayyan, Isbiliya permetia a la Corona de Castella disposar de tres importants bases militars per a la conquesta de l'Emirat de Gharnata, i el sultà marínida del Magreb Abu-Yússuf Yaqub ibn Abd-al-Haqq va enviar dos cossos expedicionaris que van creuar l'Estret apoderant-se de Tarifa i Algesires derrotant els castellans a la batalla d'Écija, iniciant la Guerra de l'Estret.
L'enviament d'un contingent militar per part de Jaume el Conqueridor va deixar desguarnit els territoris recentment conquerits per ell, facilitant la Segona revolta mudèjar d'Al-Azraq.